# قانون حمایت از آزادی در ایران
قانون حمایت از آزادی در ایران (انگلیسی: Iran Freedom and Support Act) (مجله شماره ۱۰۹–۲۹۳، ۱۲۰ مؤسسه ۱۳۴۴، HR 6198، که در تاریخ ۳۰ سپتامبر ۲۰۰۶ تصویب شد) قانون کنگره ایالات متحده آمریکا است که به موجب آن ۱۰ میلیون دلار اختصاص داده شد تا رئیس‌جمهور ایالات متحده به منظور حمایت از «گروه‌های طرفدار دموکراسی» مخالف نظام جمهوری اسلامی ایران این پول را صرف کند. مخالفان دولت ایران ادعا کردند این لایحه اولین قدم به سوی حمله  به ایران به رهبری آمریکا است.
رئیس‌جمهور جرج دابلیو بوش در واکنش به تصویب این لایحه کنگره اعتراف کرد که این اقدام «برای نشان دادن تعهد دوجانبه خود برای مقابله با فعالیت‌های سرکوبگرانه و بی‌ثبات کننده رژیم ایران» است.